# Klikpedaal

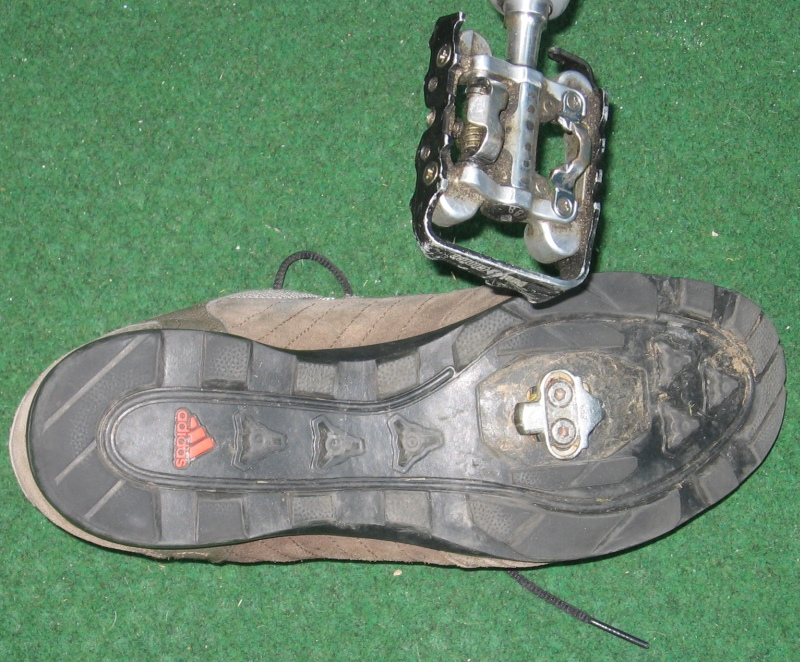
Klikpedaal van Shimano met bijbehorende schoen

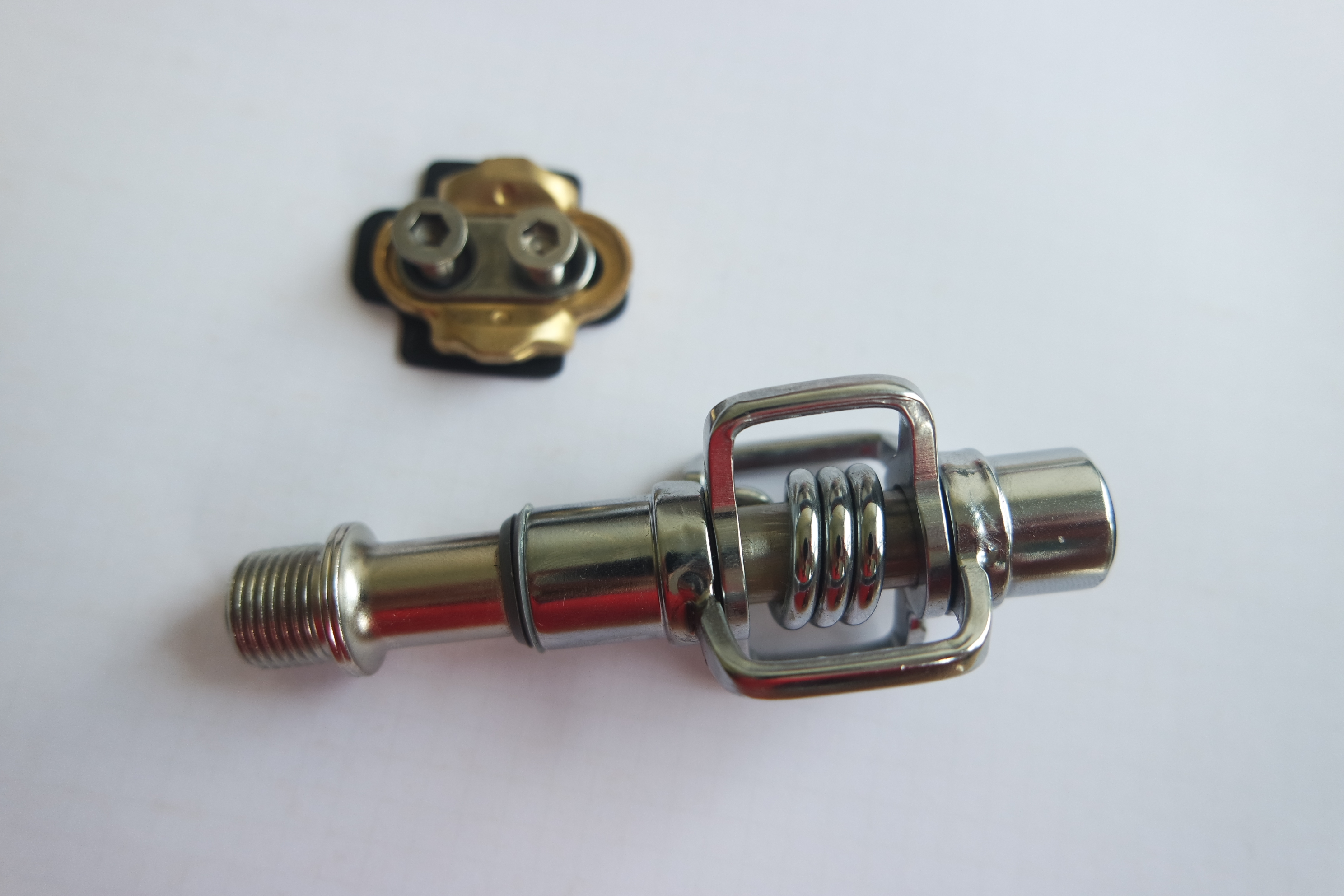
Crankbrothers-systeem

Een klikpedaal is een speciale uitvoering van het pedaal van een fiets, waarbij een speciaal aan de schoen bevestigd plaatje in het pedaal wordt vastgeklikt. Deze pedalen worden met name toegepast op racefietsen en mountainbikes.

## Werking
Door klikpedalen te gebruiken kan men niet alleen al duwend, maar ook al trekkend kracht uitoefenen, wat efficiënter is.
De bevestiging is bij moderne uitvoeringen niet muurvast, om de knieën van de berijder te ontzien is enige draaiing om de verticale as mogelijk. Losmaken gebeurt eenvoudig door de hak nog verder naar buiten te draaien, iets wat bij valpartijen vaak al automatisch gebeurt. Bij sommige modellen lukt naar binnen draaien met de hiel ook. 
Voor de komst van het klikpedaal werd voor racefietsen gebruikgemaakt van toeclips, die echter onhandig zijn bij het opstappen, extra vastgetrokken moeten worden en bij afstappen of valpartijen niet vanzelf losschieten.

## Systemen
Veel fabrikanten van fietsaccessoires hebben eigen systemen, die veelal niet uitwisselbaar zijn. Enige namen zijn: het SPD-systeem (voluit Shimano Pedaling Dynamics), SPD-SL,  LOOK, Time, Crankbrothers. Het SPD-systeem wordt gebruikt bij het veldrijden (cyclocross), in het mountainbiken evenals bij lig- en roeifietsen. Daarnaast heeft Shimano het SPD-SL systeem, dat lijkt op Look systeem, maar niet uitwisselbaar ermee is. Het systeem van Crankbrothers wordt voornamelijk gebruikt voor off-road toepassingen.

## Wandelen
Het plaatje dat op een fietsschoen gemonteerd wordt, steekt vaak uit en maakt wandelen moeilijk. Bij lopen op de kale 'plaatjes' beschadigen deze snel waardoor dan inklik-problemen ontstaan. Voor het SPD-systeem bestaan speciale schoenen waarbij het plaatje verzonken ligt in de zool. De weerstand van het SPD-systeem kan aangepast worden.

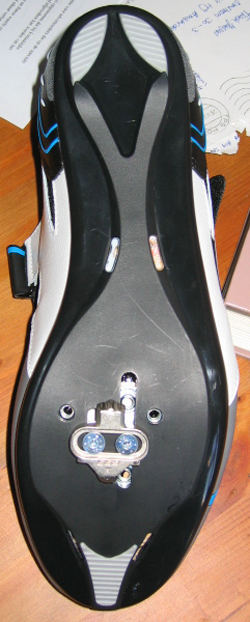
Onderaanzicht van een wielrenschoen met SPD clip

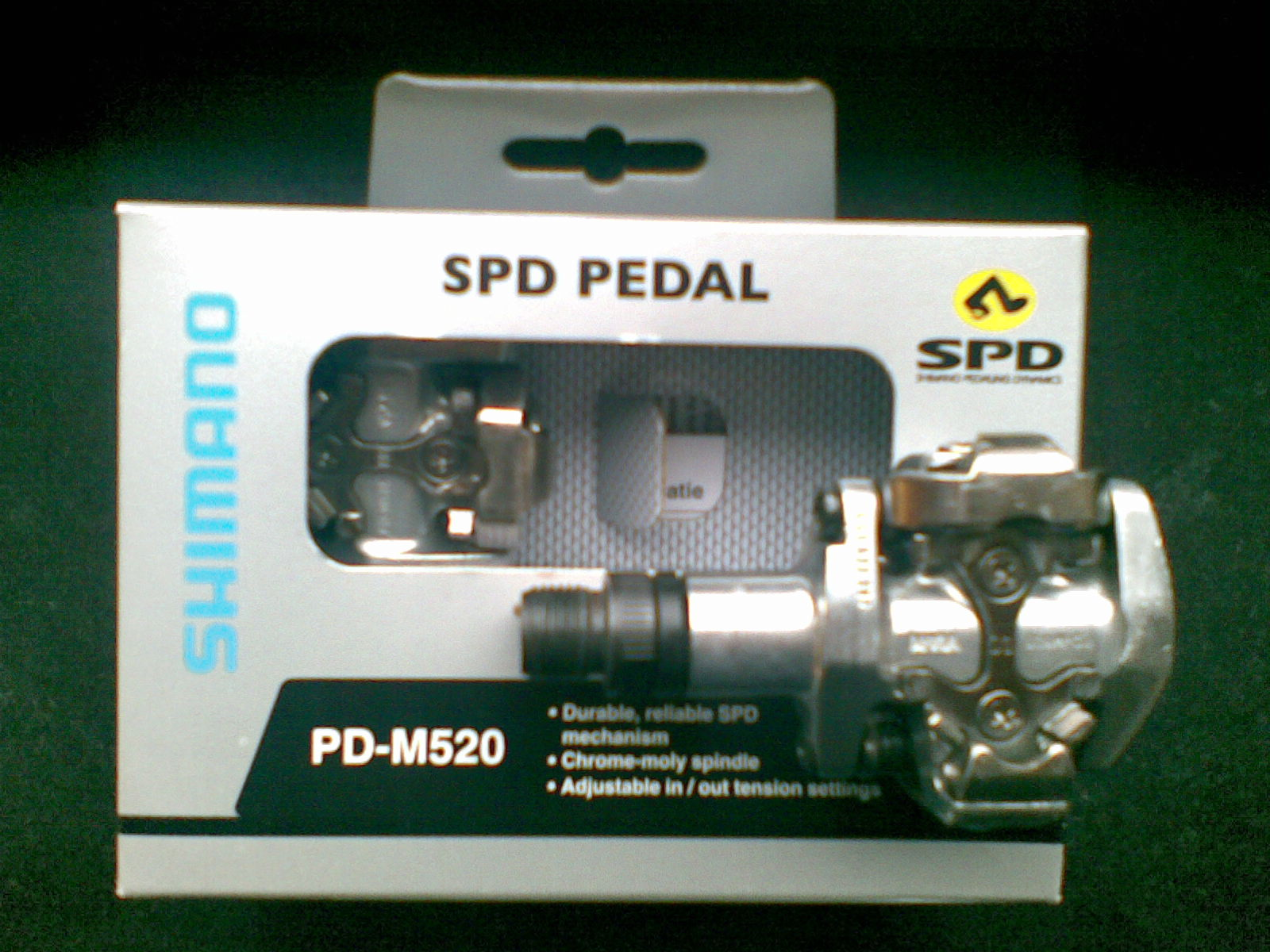
SPD pedaal